# عسل مانوکا

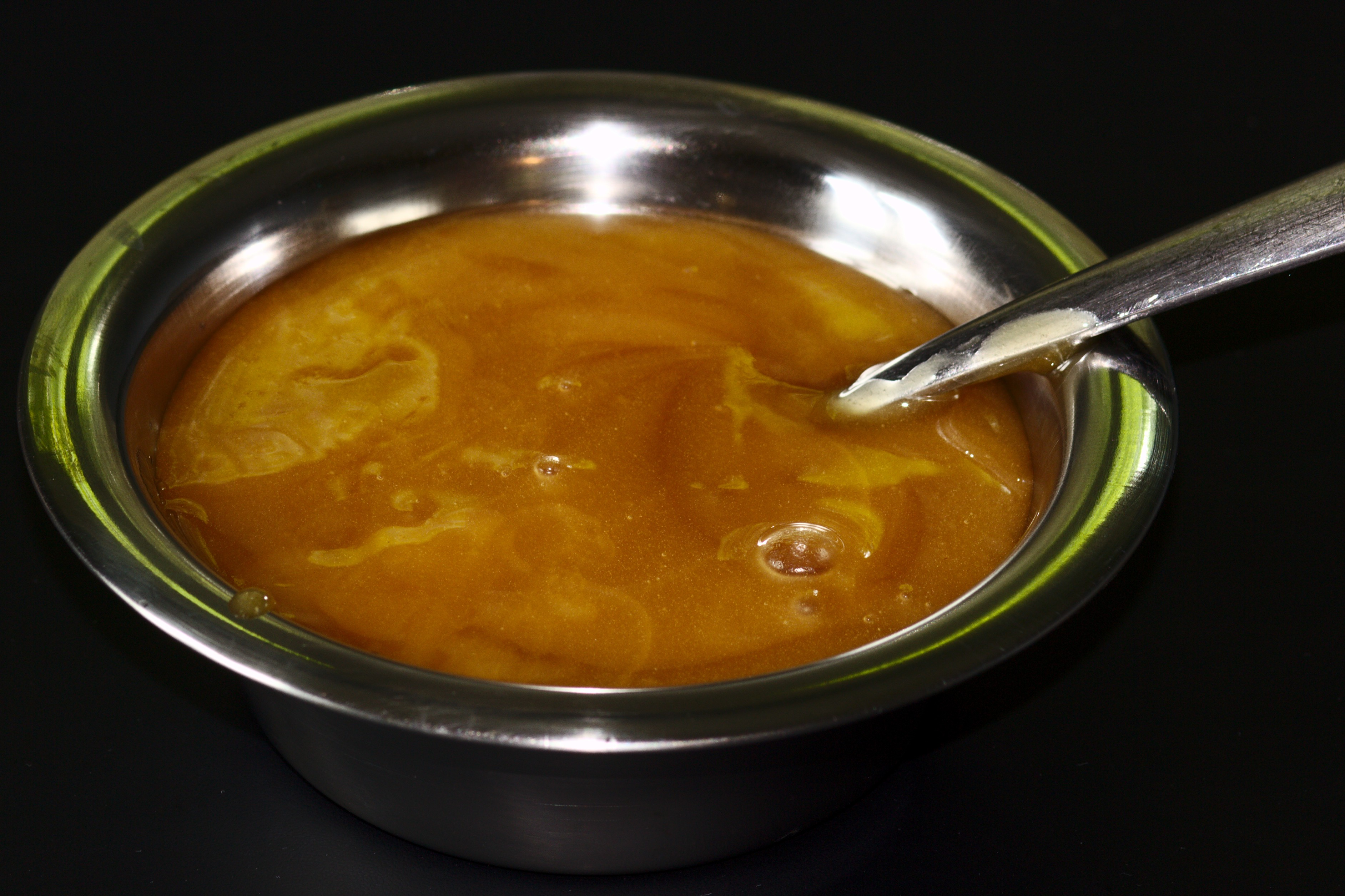
یک کاسه عسل مانوکا

عسل مانوکا (تلفظ مائوری: [ma:nʉka]) عسل تک‌گلی است که از شهد درخت مانوکا،لپتسپرمم اسکپاریوم تولید می‌شود. درخت مانوکا بومی نیوزلند و برخی مناطق ساحلی استرالیا است، اما امروزه در سطح جهانی تولید می‌شود. از آن به عنوان جایگزین شکر استفاده می‌شود، عطر و طعمی قوی و خاکی دارد. کلمه مانوکا نام مائوری درخت است.